# Aero Spacelines Super Guppy

Super Guppy este un avion de transport utilizat pentru a transporta marfă de dimensiuni foarte mari, construit de Aero Spacelines.